# Церковь Иоанна Богослова (Луцк)

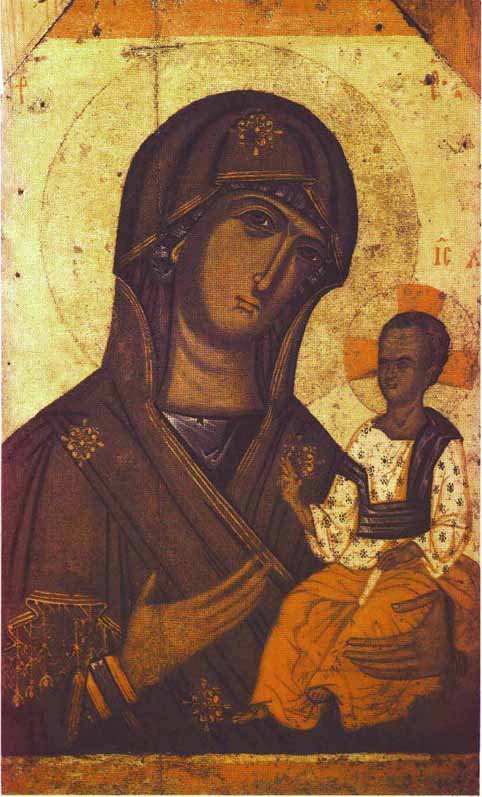
«Богоматерь Волынская» — икона, предположительно висевшая в соборе на рубеже XIII и XIV вв.

Церковь Иоанна Богослова — первый христианский храм Луцка, первое каменное сооружение Луцка, древнейшая постройка на территории Верхнего замка, частично сохранена. 
Церковь Иоанна Богослова была построена в 1175—1180 г. в деревянном детинце Луцка во времена правления Ярослава Изяславича. Она представляла собой квадратное в плане, одноглавое высокое здание с одной апсидой, к которому была пристроена небольшая часовня. В 1289 г. при луцком князе Мстиславе Даниловиче уже была соборной. Впоследствии в XIV в. князь Любарт подарил церкви местечко Рожище и несколько деревень. Это улучшило материальное положение церкви, был проведён ремонт. Пол был выложен декоративной керамической плиткой, а стены расписаны фресками.
Особенностью храма была его исключительность. На территории Древней Руси встречается лишь несколько аналогов церкви, что является проявлением самостоятельности волынской архитектурной школы. Новые стилистические особенности храма (отсутствие нартекса, наличие только одной абсиды, узость боковых неф, и другие) в частности остро указывают на то, что церковь была очень высокой, конструкция и расположение архитектурных элементов экстерьера и интерьера были нетипичными.
В Луцко-Острожском епископстве собор был главным. Он играл большую роль и в политической и светской жизни Волыни. Перед алтарём принимали присягу новоизбранные чиновники, в притворе происходили судебные заседания, при соборе действовала совет высшего духовенства — капитула. Здесь также хранились актовые книги замковой канцелярии. Время от времени здесь происходили воеводские и уездные сеймики.
Украшением интерьера был многоярусный высокий иконостас, который опирался на расписанную фресками предалтарную перегородку, которой нет аналогов в древнерусском искусстве, кроме одноимённого храма в Смоленске. Первая роспись алтарной перегородки была имитацией приёма украшения храмов инкрустацией, выполненной цветными камнями. Иконостас насчитывал 49 икон, кроме них в соборе было ещё 9 больших икон, обрамлённых драгоценными камнями. В храме находилось множество церковных книг. Особенно из них выделялись 5 украшенных Евангелие. В церкви хранились частицы мощей Святого Пантелеймона и часть Животворящего дерева.